# Piazzolo
Piazzolo – miejscowość i gmina we Włoszech, w regionie Lombardia, w prowincji Bergamo.
Według danych na styczeń 2009 gminę zamieszkiwało 88 osób przy gęstości zaludnienia 18,7 os./1 km².